# Ixodes zaglossi
Ixodes zaglossi  (лат.) — вид клещей рода Ixodes из семейства Ixodidae. Новая Гвинея. Паразитируют на яйцекладущих млекопитающих (проехидна, единственный известный хозяин). Вид был впервые описан в 1960 году американским паразитологом Гленом Милтоном Колсом (Glen Milton Kohls, 1905-1986).

## Распространение
Океания: остров Новая Гвинея.